# 東銀ビルヂング
東銀ビルヂング（とうぎんビルヂング）は、かつて東京都千代田区丸の内一丁目に所在したオフィスビルである。

## 歴史
この地には本ビル建設以前より、東京銀行が三菱地所より借地して丸ノ内支店を開設していた。1956年3月、東京銀行より建物改築の要望があり、協議ののち同年9月の三菱地所取締役会において、両社の共同で建物を新築することが決定した。旧ビルを解体した段階で金融情勢の変化により、大蔵省より工事の一時中断の指示がなされた。工事の再開許可が下り、建設に着手したのは1958年8月のことであった。1960年3月に地下3階、地上9階建の建物が竣工し、「東銀ビルヂング」と命名された。
南側に隣接する、1926年1月竣工の仲28号館は老朽化が進んだため、これを解体したうえで東銀ビルヂングの増築部として建替えることとなった。1975年9月より解体に着手。同年12月より本体工事に着工し、1977年8月に竣工した。増築部は地下3階、地上13階建であるが、道路斜線制限を受け、上層階がセットバックしている。
2006年4月に、三菱地所と三菱東京UFJ銀行が共同で東銀ビル1棟を建て替える計画を発表したが、1年後の2007年4月には三菱UFJ信託銀行東京ビルと住友信託銀行東京ビルの3棟を一括して建替える計画に変更することが発表された。2008年より解体に着手し、跡地には2012年1月19日に丸の内永楽ビルディングが竣工した。

## テナント
東京銀行（1996年より東京三菱銀行）が主要テナントであり、丸の内熱供給のほか、フロアが小分けで供給されていることから法務事務所なども多く入居した。